# 功存
功存（こうぞん、1720年（享保5年） - 1796年10月23日（寛政8年9月23日））は、江戸時代中期から後期にかけての浄土真宗本願寺派の学僧。越前の無帰命安心の糺明、明和の法論など多くの論争に関わる。西本願寺第6代能化。三業惑乱の遠因を作る。

## 概要
越前国今立郡小坂村（現・鯖江市か）明正寺に生まれる。

### 無帰命安心の糺明
1760年（宝暦10年）に同国平乗寺の住職となる。当時、越前浄願寺竜養の無帰命安心を異安心（異端）として糾して説得し、その際の問答を記録した『願生帰命弁』（がんしょうきみょうべん）を1764年（明和元年）刊行した。

### 明和の法論
明和の法論で功存は智洞らと共に学林派を代表して、智暹と本尊論について論争し、勝利を収める。1769年（明和6年）、西本願寺第6代能化に就任し、1796年10月23日（寛政8年9月23日）、77歳で死去した。

### 三業惑乱
しかし功存の死後、第7代能化に就任した智洞が『願生帰命弁』を三業帰命説の根拠としたために三業惑乱が惹起し、最終的には江戸幕府寺社奉行の裁定により、同書もまた異安心に認定されるという皮肉な結果を招いた。